# António Enes
António José Enes GCIC (Lisboa, 15 de agosto de 1848 – Queluz, 6 de agosto de 1901), mais conhecido por António Enes, formado no Curso Superior de Letras, foi um político, jornalista, escritor e administrador colonial português, que se destacou em Moçambique onde exerceu as funções de Comissário Régio durante a rebelião tsonga na região sul daquele território.
Defendeu em 1870 uns Estados Unidos da Europa, temendo que Portugal fosse absorvido pela vizinha Espanha. Foi membro destacado do Partido Histórico e da Maçonaria. Exerceu as funções de deputado, de bibliotecário-mor da Biblioteca Nacional de Lisboa (1886) e de Ministro da Marinha e Ultramar na primeira fase do governo extrapartidário de João Crisóstomo de Abreu e Sousa.

## Biografia
António José Enes nasceu em Lisboa a 15 de agosto de 1848, filho de Guilherme José Enes e de sua mulher Joana da Cruz de Orta, filha do 1.º Visconde de Orta. Fez os seus primeiros estudos no colégio dos Lazaristas. Depois de uma passagem pelo ensino liceal ingressou no Curso Superior de Letras, que completou com distinção em 1868.

Cedo demonstrou dotes de jornalista e polemista, bem como dramaturgo e romancista, e sendo membro do Partido Histórico, e apoiante político do duque de Loulé, fez parte da redacção da Gazeta do Povo e foi pouco depois nomeado director de O País, jornal afecto àquela corrente política. Na sequência do pacto da Granja, e da consequente fusão do Partido Reformista com o Partido Histórico, o jornal O País transformou-se no órgão oficioso do novo Partido Progressista e mudou o seu nome para O Progresso, ficando António Enes como redactor principal. Foi fundador de O Dia, periódico de que foi director político e redactor principal. Foi, ainda jornalista na Gazeta do Comércio e no Correio da Noite.

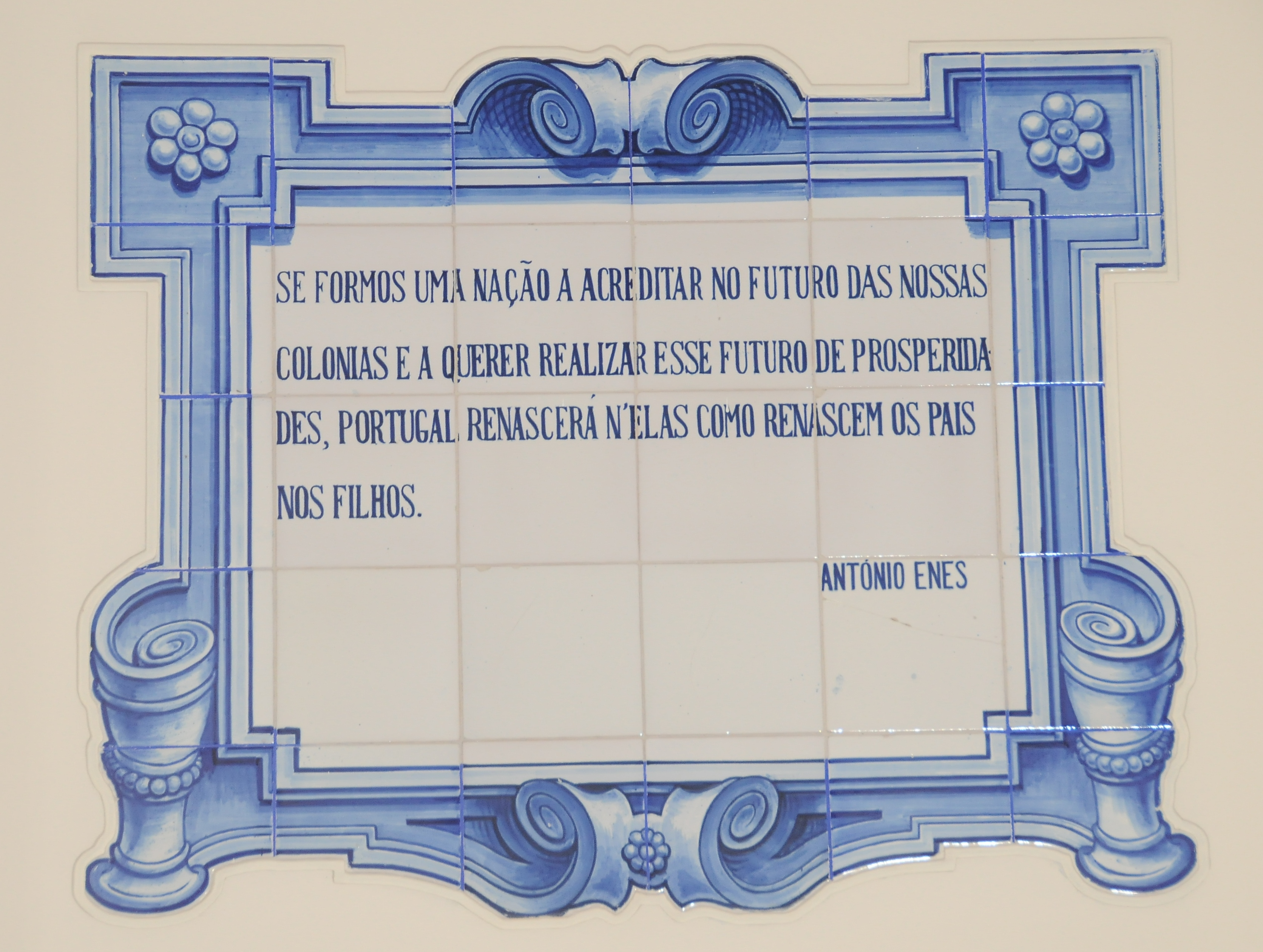
Frase de António Enes em azulejos de Jorge Colaço.

Em 1876 foi feito Fidalgo Cavaleiro da Casa Real. Em 1880 foi eleito deputado, mas as câmaras foram dissolvidas. Em 1886 foi nomeado bibliotecário-mor da Biblioteca Nacional de Lisboa, sendo novamente eleito deputado para a legislatura de 1884-1887, tendo sido sucessivamente reeleito para as de 1887-1889 e 1890-1891.
Logo após o ultimato britânico de 1890, António Enes foi nomeado Ministro da Marinha e Ultramar (de 14 de outubro de 1890 a 25 de maio de 1891), no governo presidido pelo general João Crisóstomo de Abreu e Sousa, tendo desempenhado esse cargo num período de grande pressão política sobre as questões ultramarinas face à onde nacionalista que varreu Portugal em consequência da ofensa britânica. António Enes, de forma laboriosa, conseguiu manter os necessários equilíbrios internos e externos, tendo organizado uma expedição militar a Moçambique, para fazer face à crescente proximidade entre Gungunhana e os interesses britânicos, e intervindo energicamente nas colónias de São Tomé e Príncipe, Guiné Portuguesa e Bié. Foi sucedido no cargo por Júlio de Vilhena.
Em 1891, e novamente em 1894, foi nomeado Comissário Régio em Moçambique, onde deu provas de grande saber e competência, deixando o seu nome ligado a notáveis obras e feitos naquele território, sendo também o principal organizador da expedição de Joaquim Augusto Mouzinho de Albuquerque contra o Império de Gaza.
Em 1896 foi nomeado ministro de Portugal no Brasil. Foi ainda feito Conselheiro de Sua Majestade Fidelíssima.
Presidiu ainda ao comité que dirigiu os trabalhos do 5.º Congresso da Imprensa, que reuniu em Lisboa no ano de 1898. Ainda na area jornalística colaborou nas revistas Brasil-Portugal (1899-1914) e Serões  (1901-1911) e no singular periódico Lisboa creche: jornal miniatura  (1884).
Casou em 1899 com a atriz Emília dos Anjos, mas não deixou geração.
Faleceu aos 52 anos, em Queluz, a 6 de agosto de 1901, sendo sepultado em jazigo, no Cemitério dos Prazeres.
A 14 de julho de 1932 foi agraciado a título póstumo com a Grã-Cruz da Ordem do Império Colonial.

## Toponímia
O seu nome foi atribuído a ruas de diversas localidades portuguesas, entre as quais Lisboa, Faro e Porto.
A cidade mozambicana de Angoche chamava-se Antonio Enes durante a epoca colonial. Do mesmo modo, a Avenida Julius Nyerere, em Maputo, chamava-se Avenida António Enes até 1975.
Foi impressa uma série de notas de 1$00, 2$50, 5$00, 10$00, 20$00, 50$00, 100$00, 500$00 e 1.000$00 de Moçambique com a sua imagem.